# Trận Trafalgar
Trận Trafalgar (21 tháng 10 năm 1805) là một trận thủy chiến giữa Hải quân Hoàng gia Anh và Liên quân Pháp - Tây Ban Nha. Là một phần của cuộc chiến tranh Liên minh thứ ba, trong các cuộc chiến tranh của Napoléon (1803-1815). Trận chiến này là chiến thắng quan trọng nhất của Đế quốc Anh trong những cuộc chiến tranh chống Napoléon. Vốn từ Mùa Xuân năm 1805, thủy binh Pháp đã mưu đồ phá sự phong tỏa của nước Anh tại Toulon để kéo đến Tây Ấn. Giờ đây, 27 tàu của Anh được chỉ huy bởi Đô đốc Horatio Nelson đã đánh bại đội tàu của Hải quân Pháp và Hải quân Tây Ban Nha dưới quyền chỉ huy của Đô đốc Pháp Pierre Charles Silvestre de Villeneuve tại bờ biển phía Tây Nam của Tây Ban Nha về phía Tây của mũi Trafalgar. Hạm đội Pháp và Tây Ban Nha mất 21 tàu trong khi ấy chẳng có một tàu nào của Anh bị đánh chìm cả. Cho dù chiến đấu dũng cảm, thủy binh Đồng minh Pháp - Tây Ban Nha đã suy sụp nhuệ khí và bị tổn thất rất nhiều binh lính. Chiến thắng lừng lẫy trong trận thủy chiến ở Trafalgar đã mở ra thời kỳ bá quyền của nước Anh trên biển cả, và mở đường cho cả dân tộc lên đỉnh cao vinh quang dưới triều Nữ hoàng Victoria sau này. Do đó, chiến thắng chói lọi này có ý nghĩa huyền thoại đối với chiều dài lịch sử nước Anh.
Đại thắng tại mũi Trafalgar là chiến thắng nổi trội nhất của Đô đốc Nelson, khắc họa thiên tài đánh biển của ông. Bên cạnh thiên tài chiến thuật của ông, chiến thắng vẻ vang còn cho thấy lòng quả cảm, cùng với tinh thần trách nhiệm với đất nước của ông. Ông đã bị thương rất nặng do trúng đạn của quân Pháp, và sau đó mất trong trận chiến. Ông đã trở thành vị anh hùng vĩ đại nhất của Anh Quốc trong chiến tranh, và cũng là vị chỉ huy thủy binh kiệt xuất nhất trong lịch sử Anh Quốc. Ngoài ra, một Đô đốc Anh Quốc khác là Cuthbert Collingwood cũng lập chiến công tiên phong đánh tan thủy binh Pháp trong trận chiến này. Với thất bại thảm hại này, kế hoạch xâm lăng nước Anh của Hoàng đế Napoléon I bị phá sản, và ông cũng không còn có khả năng để thách thức thế bá chủ trên biển của nước Anh. Về phía Pháp và Tây Ban Nha, Đô đốc Pháp Pierre de Villeneuve đã bị bắt cùng với con tàu của ông là Bucentaure. Đô đốc Tây Ban Nha Federico Gravina chạy thoát cùng với phần còn lại của hạm đội, ông mất vài tháng sau đó do phải chịu đựng những vết thương trong trận chiến. Nhìn chung thủy binh Đồng minh Pháp - Tây Ban Nha đã bị hủy diệt với thất bại này. Do đó, đại thắng trong trận thủy chiến Trafalgar đã thôi thúc nước Anh sục sôi khí thế giữa những thời khắc đen tối trong cuộc chiến tranh Napoléon, và cũng truyền cảm cho các thế hệ người Anh sau này.
Say chiến thắng vẻ vang, nhân dân Anh Quốc tôn vinh Nelson đến mức mà bầu không khí nước Anh tràn ngập cả niềm vui lẫn nỗi buồn. Trận đánh quyết định được coi là có tầm quan trọng thay đổi cả thế giới. Cho dù sau đó Napoléon I đại thắng quân Đồng minh Nga - Áo trong trận Austerlitz trên bộ, ông vẫn không thể nào xoay chuyển nổi tình thế bất lợi cho Pháp trên biển. Ngay sau chiến bại thảm hại, không còn chiến thuyền Pháp - Tây Ban Nha nào dám đe dọa lớn đến thủy binh Anh Quốc nữa. Chiến bại bi đát này đã khiến cho Triều đình Tây Ban Nha bắt đầu chán liên minh với Pháp. Trận thủy chiến tại Trafalgar cũng là trận đánh lớn cuối cùng giữa các lực lượng Hải quân bằng gỗ.

## Bối cảnh lịch sử
Năm 1805, Đệ Nhất Đế Chế Pháp, dưới sự chỉ huy của Napoleon Bonaparte, đang thống trị vùng đất liền Châu Âu, trong khi đó, Hải quân Hoàng Gia Anh giành quyền thống trị trên biển. Trong thời gian xảy ra Chiến tranh Liên minh lần ba (1803 - 1806) hải quân Anh liên tiếp chặn đường tiếp tế của quân Pháp trên biển. Tuy vậy, mặc dù quân Anh cố gắng để phong tỏa đường tiếp tế quân Pháp, họ lại phải nhận thất bại và mặc cho quân Pháp chi viện vào đất liền dễ dàng.
Khi Liên quân Thứ Ba giao chiến với Pháp, sau Hòa ước Amiens không lâu trước đó, Pháp đầu tiên quyết định tấn công Anh trước. Để thực hiện được mưu đồ, Napoleon phải tiêu diệt Hải quân Anh để giành quyền kiểm soát vùng biển Anh, và đồng thời dập tắt vị thế của người Anh trên biển.
Lực lượng hải quân chính của Pháp nằm ở Brest tại Brittany và cảng Toulon trên vịnh Địa Trung Hải. Pháp có thêm vài đội tàu nhỏ trên các đảo rải rác khắp Đại Tây Dương. Vì Tây Ban Nha khi đó là đồng minh của Pháp, nên hải quân Tây Ban Nha đóng quân tại cảng Cadiz và Ferrol cũng được tính vào.
Hải quân Anh sở hữu một lực lượng mạnh, nhiều chỉ huy dày đặc kinh nghiệm trận mạc, và sở hữu một trong những tàu chiến mạnh nhất thế giới thời đó: tàu Chiến Thắng (HMS Victory) là tàu hạng Nhất 104 pháo. Có một số chỉ huy Pháp thuộc hàng "giỏi nhất" thời đó bị xử tử hoặc bị giáng chức trong thời kì Cách mạng Pháp (1789 - 1799) nên đó là một sự tương phản so với các chỉ huy Anh.

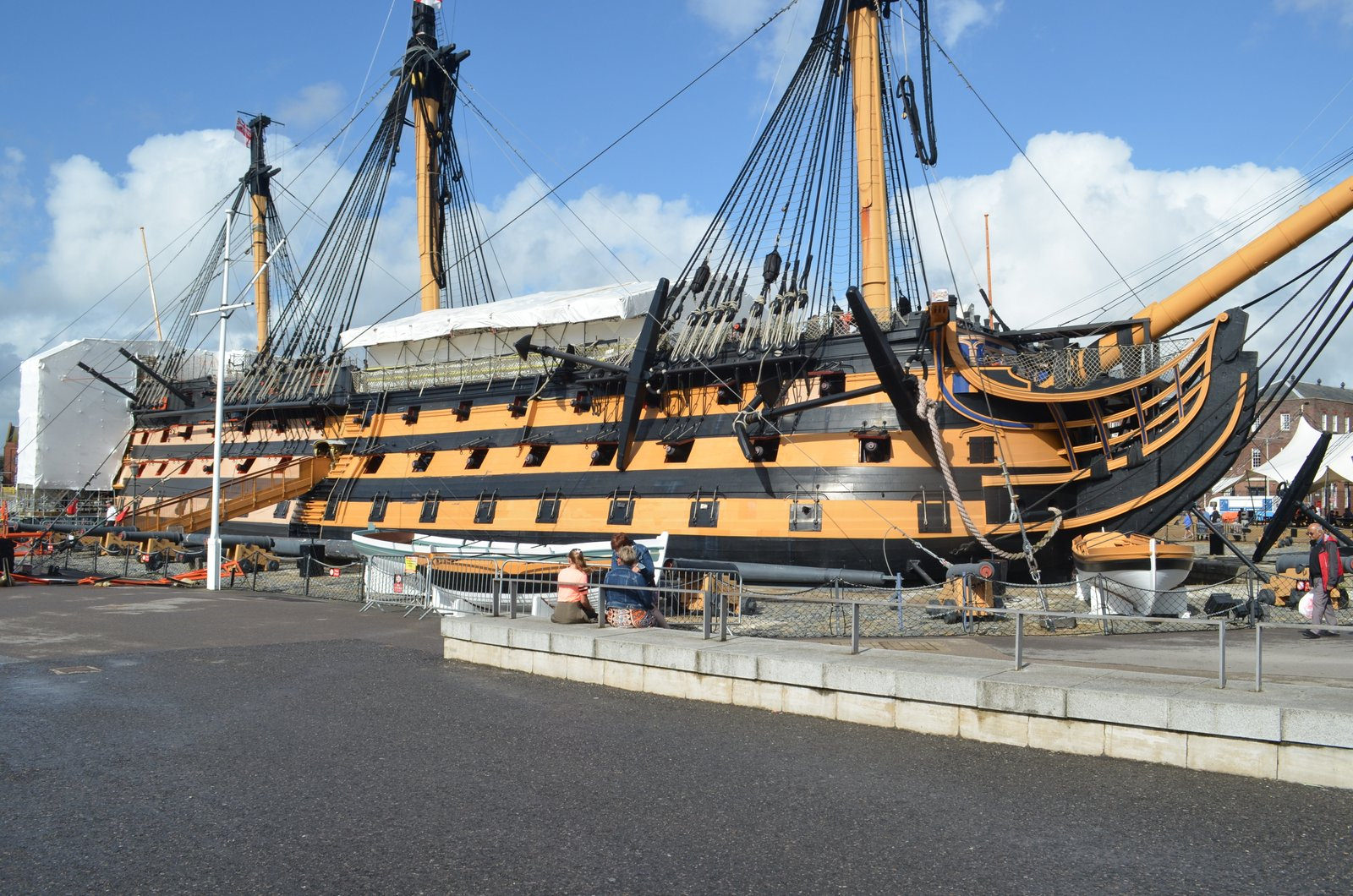
HMS Victory tại Portsmouth, Anh. Từ những năm 1900, con tàu được trùng tu và biến thành bảo tàng nổi. Đây là một trong những con tàu chiến gỗ già nhất còn tồn tại. Ảnh chụp năm 2015

Kế hoạch của Napoleon cho cuộc chiến năm 1805 là: Hạm đội Liên Minh (Pháp và Tây Ban Nha) di chuyển từ Cadiz (TBN) và Toulon (Pháp) rồi hội quân tại biển Ca-ri-bê rồi quay lại hỗ trợ cho quân Pháp ở Brest, sau đó tiến công quân Anh để phá thế kìm kẹp, từ đó làm suy yếu quân Anh, và cuối cùng tiệu diệt hạm đội Anh, vừa giành được bờ biển Anh, vừa làm "triệt sản" Hải quân Anh và làm đơn giản hóa cuộc xâm lược Anh khi chúng không có Hải quân.

### Truy đuổi Villeneuve
Đầu năm 1805, để ngăn chặn cuộc hội quân của Pháp và TBN, Nelson chỉ huy hạm đội Anh chặn đường quân Pháp ở Toulon. Tuy nhiên, thay vì chạm trán quân Pháp trực tiếp trên biển, hạm đội của ông lại gặp một trận bão lớn, quân Pháp thì thoải mái rời Toulon. Nelson nghĩ rằng quân Pháp sẽ vượt qua Địa Trung Hải, sang Ai Cập để nhận tiếp tế nên cho hạm đội đi tới. Nhưng ông đã sai. Villeneuve cho quân vượt khỏi eo biển Trafalgar, và tới Ca-ri-bê theo kế hoạch. Khi nghe tin Pháp đã vượt Đại Tây Dương, Nelson chấm dứt cuộc truy đuổi trong thất vọng.

### Trận Finisterre và Quân Liên minh tại Cadiz

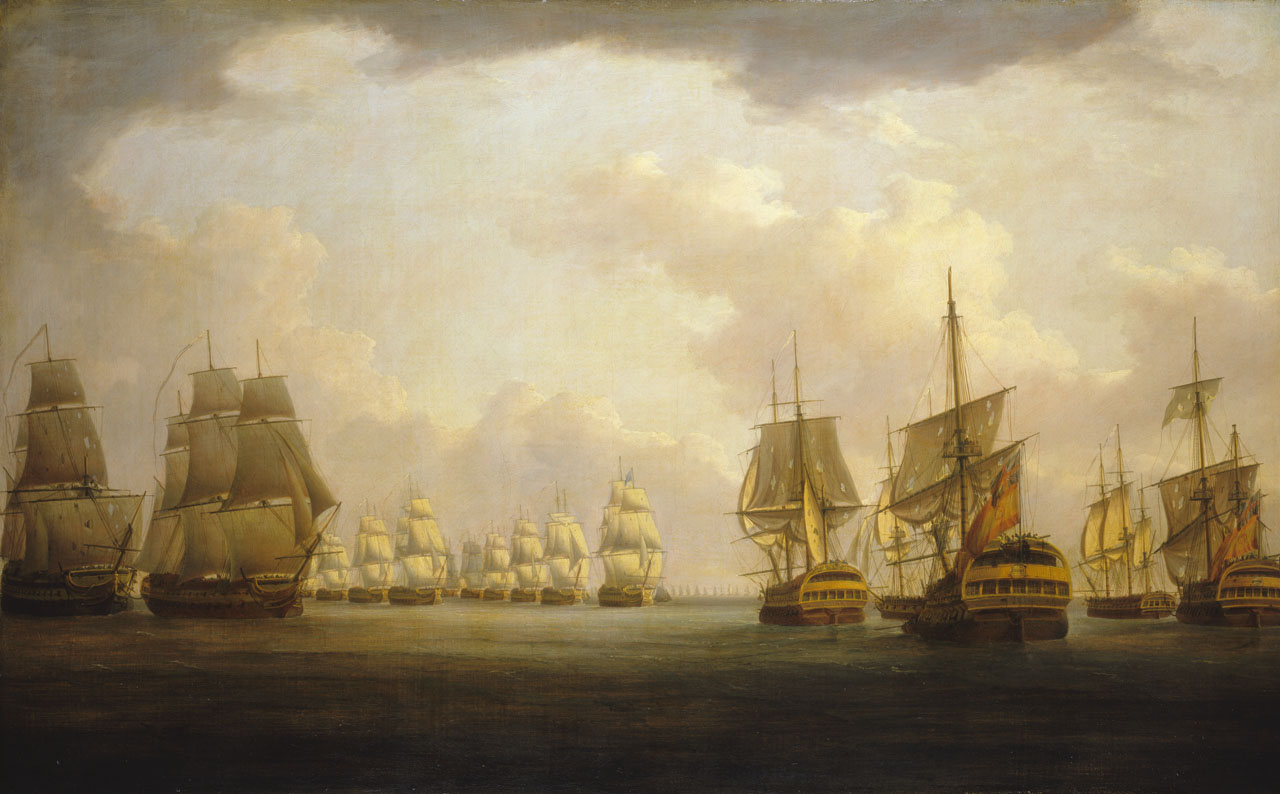
Quân Liên minh giao chiến với quân Anh tại vịnh Finisterre (22 tháng 7 năm 1805) Đây là một thắng lợi chiến lược cho Anh

Sau khi hội quân thành công, hạm đội Liên minh quay về Brest để hỗ trợ phá vây theo kế hoạch đề ra. Tuy nhiên vào ngày 22 tháng 7, tại Finisterre, một hạm đội 15 tàu Anh do tướng Robert Calder chỉ huy chặn đường. Hai bên giao chiến với nhau. Cuối cùng mặc dù bất phân thắng bại, nhưng xét về mặt chiến lược, đây là thắng lợi quan trọng cho Anh. Quân Anh chỉ mất 198 người, trong khi đó, quân Liên minh mất 647 người, 1.200 người bị bắt. Trong số 20 tàu quân Liên minh tham chiến, 2 tàu bị bắt giữ.
Sau trận đánh, Villeneuve phải quay về cảng Ferrol ở Bắc Tây Ban Nha thay vì sang Brest để hỗ trợ cho Đô đốc Gantheaume. Sau đó, Villeneuve trở lại Brest theo lệnh của Napoleon như trong kế hoạch. Việc Villeneuve cho quân sang Ferrol thay cho Brest đã được Napoleon miêu tả trong một câu nói:
"Nếu Villeneuve tới Brest thay vì Ferrol, và hỗ trợ cho tướng Gantheaume cùng với quân TBN theo sau,ta đã có thể chiếm được nước Anh, và mọi thứ sẽ kết thúc với người Anh." (Ngày 8 tháng 9 năm 1815)
Tại Boulogne, Pháp, Napoleon có một lực lượng hải quân lớn, với 33 tàu Liên minh của Villeneuve, 21 tàu của Gantheaume tại Brest và 5 tàu dưới quyền Thuyền trưởng Allemand, tổng cộng 59 tàu. Riêng quân Villeneuve, hắn ta sở hữu con tàu chiến lớn nhất thế kỉ 18: Nuestra Senora de la Santissima Trinidad (hạng Nhất, bốn boong, 140 pháo) Nó được coi là một nỗi khiếp sợ - theo đúng nghĩa đen cho thế giới mà các kĩ sư Tây Ban Nha tạo ra.
Villeneuve lúc này vẫn bị Napoleon thúc giục sang Brest hỗ trợ phá vây. Tuy nhiên, hắn lo sợ rằng quân Anh cử gián điệp đến để do thám lực lượng của mình, nên vào ngày 11 tháng 8, Villeneuve đem quân sang Cadiz ở vùng bờ biển Tây Nam Tây Ban Nha. Không có bóng dáng quân Liên minh, ngày 25 tháng 8, ba quân đoàn Pháp "cô đơn" từ Boulogne bắt đầu xâm lược Đức. Đây là mối đe dọa cho cuộc viễn chinh Anh của Napoleon.

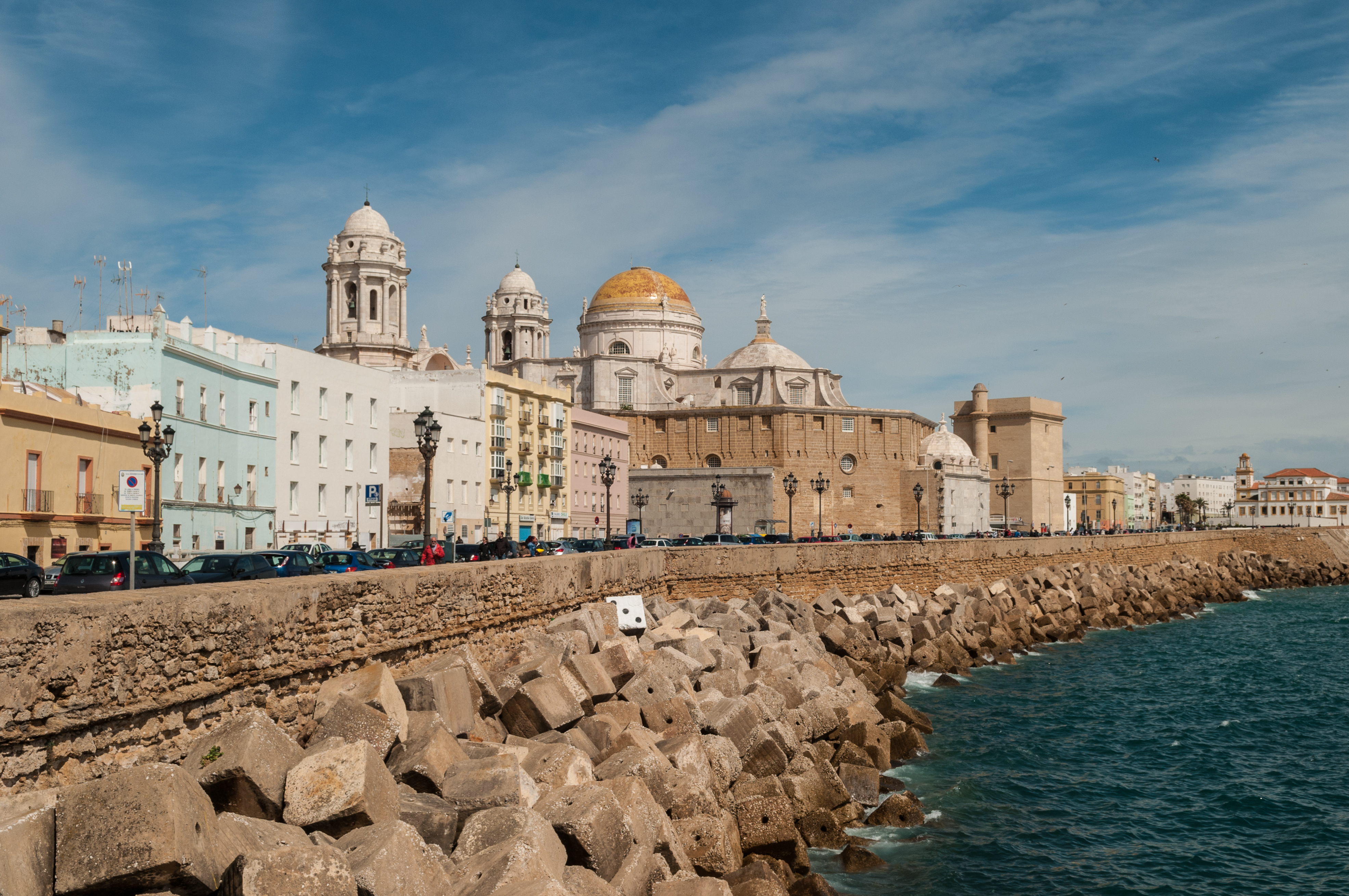
Một góc cảng Cadiz ngày nay. Trước đây, năm 1805, Villeneuve chọn cảng này làm trụ sở trước trận Trafalgar

Cùng tháng đó, tại Anh, sau 2 năm lênh đênh trên biển, Nelson trở về nước Anh. Trong 25 ngày ở quê nhà Anh quốc, ông được nhân dân thiết đãi nồng ấm. Ngày 2 tháng 9, Nelson nghe tin Villeneuve đã cập bến Cadiz. Mặc dù tình thế rất gấp, Nelson phải đợi đến ngày 17 tháng 9 khi tàu HMS Victory của ông sẵn sàng giương buồm.
Ngày 15 tháng 8, Cornwallis tách 20 tàu từ lực lượng bảo vệ biển Anh và chạy về phía Nam để giao chiến với quân địch tại Cadiz, khiến lực lượng phòng thủ Biển Anh quốc bị sụt giảm chỉ còn 11 tàu. Lực lượng của Cornwallis trở thành trung quân của Anh trong trận Trafalgar. Hạm đội này sau đó dưới quyền của Robert Calder tới được Cadiz vào ngày 15 tháng 9. Ngày 28 cùng tháng, quân của Nelson tập hợp để lên chỉ huy hạm đội.

## Thực lực của Anh và Liên quân Pháp - Tây Ban Nha

### Quân Anh
Tính đến ngày 21 tháng 10, quân Anh có 27 tàu chiến tuyến (3 tàu hạng I, 4 tàu hạng II, 16 tàu hạng III 74 pháo, 3 tàu hạng III 64 pháo, 1 tàu hạng IV 50 pháo.) Ngoài ra, Anh có thêm 4 khinh hạm loại 36 và 38 pháo, một tàu 12 pháo và một tàu 10 pháo
Quân Anh có hai soái hạm trong trận này: HMS Victory của Nelson (hạng I - 104 pháo)
HMS Royal Sovereign của Collingwood (hạng I - 100 pháo)
Vũ khí chủ lực của quân Anh là pháo 24 pound, có sát thương cao.

### Liên quân Pháp - Tây Ban Nha
Tính đến ngày 21 tháng 10, Liên quân có 33 tàu chiến tuyến, bao gồm: 18 tàu Pháp và 15 tàu TBN.
- 4 tàu hạng I (100 pháo trở lên)
- 6 tàu hạng III loại 80 pháo (Pháp 4 và TBN 2)
- 1 tàu hạng III loại 64 pháo của TBN
- 22 tàu hạng III loại 74 pháo (Pháp 14 và TBN 8)
Ngoài ra, Liên quân còn có thêm 8 tàu khác: 5 khinh hạm 40 pháo, một tàu 18 pháo và một thuyền nhỏ. Tất cả đều là của Pháp.
Liên quân có hai soái hạm trong trận này: Pháp: Bucentaure của Villeneuve (hạng III - 80 pháo), Tây Ban Nha: Principe de Asturias (112 pháo)
Tây Ban Nha sở hữu một số tàu chiến mạnh nhất thời bấy giờ, như là: Principe de Asturias (112 pháo), Santa Anna (112 pháo) và "quái thú" Santissima Trinidad (140 pháo). Vũ khí chủ lực của Liên quân là loại đạn chain-shot, chuyên dùng để phá cột buồm.

## Diễn biến trận đánh

### Kế sách của Nelson
Nelson cho dàn quân theo hai đường thẳng:
Cánh trái do chính mình chỉ huy, HMS Victory đứng đầu, dẫn theo 15 tàu theo sau mình, xuyên qua trung tâm hàng ngũ địch và tấn công phía sau. Cánh phải do Collingwood chỉ huy, HMS Royal Sovereign đứng đầu, dẫn theo 13 tàu theo sau mình, xuyên qua bên phải đội hình địch và tấn công phía sau.
Hiệu quả của kế sách này là làm chia cắt đội hình địch, địch bị phân tán. Từ đó, ta có thể tiêu diệt từng tàu một. Trong trận Camperdown (1797) và trận Vịnh St Vincent (cùng năm 1797), quân Anh sử dụng kế sách này và giành được chiến thắng. Tuy nhiên, theo nhận định của các sử gia, kế sách này trong trận Trafalgar lại phát huy hiệu quả cao nhất.

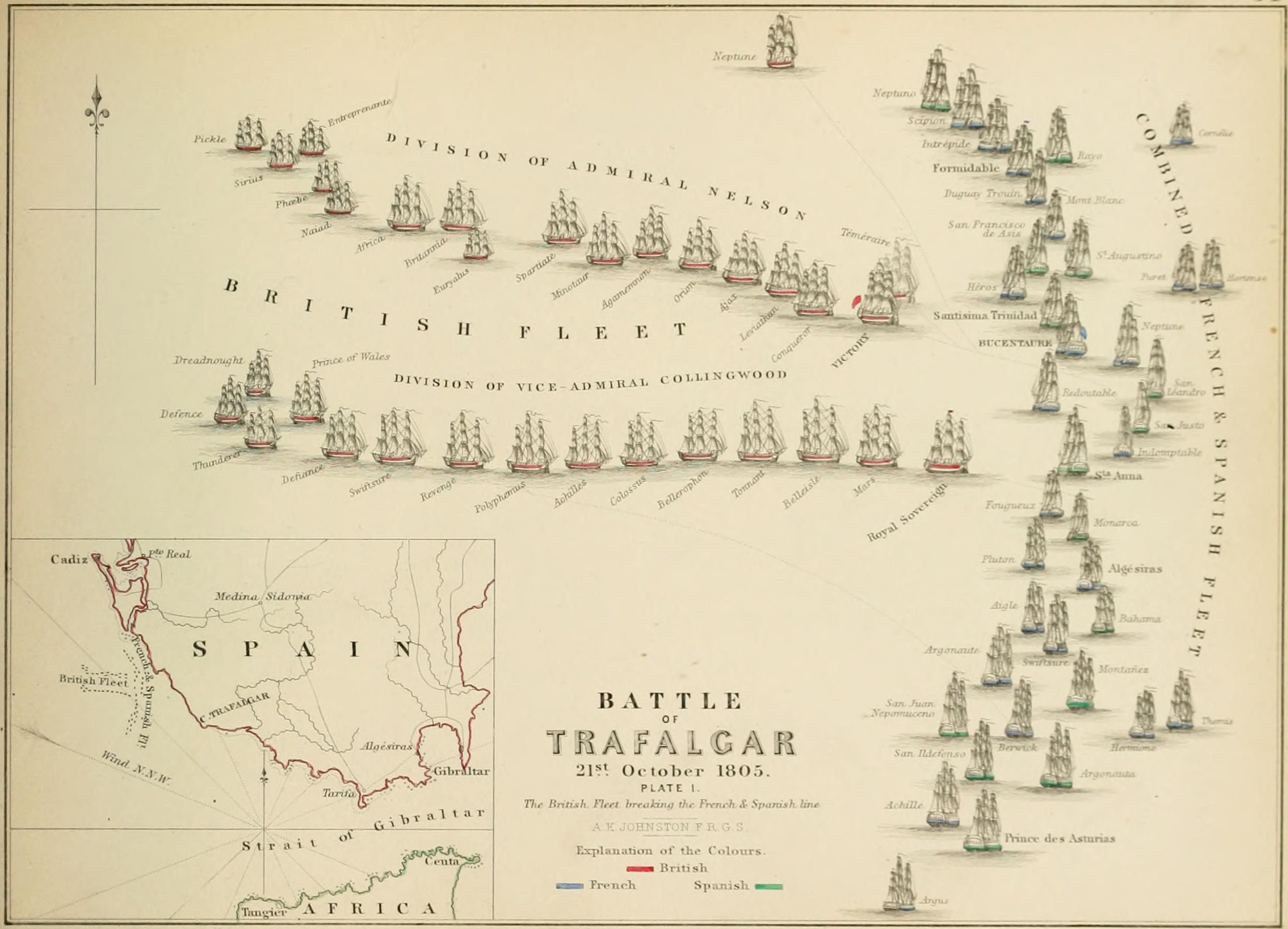
Sơ đồ trận Trafalgar

### Trận đánh

#### Đợt tấn công của Collingwood

Cờ hiệu của Nelson trong trận Trafalgar, tạo thành câu nói: "Nước Anh kì vọng mọi người lính sẽ thực hiện đúng nghĩa vụ của mình."

Vào lúc 11:45, Nelson truyền lệnh cho các tàu bằng cờ hiệu: "Nước Anh kì vọng mọi người lính sẽ thực hiện đúng nghĩa vụ của mình."
"Ngài Pasco, tôi muốn truyền lệnh cho hạm đội: Nước Anh kì vọng mọi người lính sẽ thực hiện đúng nghĩa vụ của mình. Ngài phải nhanh lên trước khi hai bên giao chiến với nhau."
(Đô đốc Horatio Nelson, trước trận Trafalgar, 21-10-1805)
Gần trưa, Villeneuve phát lệnh tấn công, Fougueux bắn loạt đạn đầu tiên vào tàu Royal Sovereign. Khi đó, hàng ngũ của Collingwood nhanh hơn Nelson do thuận gió. Lúc Royal Sovereign áp sát tàu địch, nó nằm trong tầm bắn của Fougueux, Indomptable, San Justo và San Leandro. Lúc 12:00, Royal Sovereign áp sát Santa Anna, nó bắn một loạt đạn làm Santa Anna bị tổn thất nặng. Phía sau Royal Sovereign là tàu Beliesle. Nó bị bao vây bởi 4 tàu L'Aigle, Achilles, Neptune và Fougueux. Suốt 45 phút trước khi đồng đội tới cứu, nó không thể di chuyển. Những thủy thủ trên tàu Beliesle đã chiến đấu anh dũng, và giữ được lá cờ.

#### Đợt tấn công Nelson. Bucentaure biến thành "đồng nát"

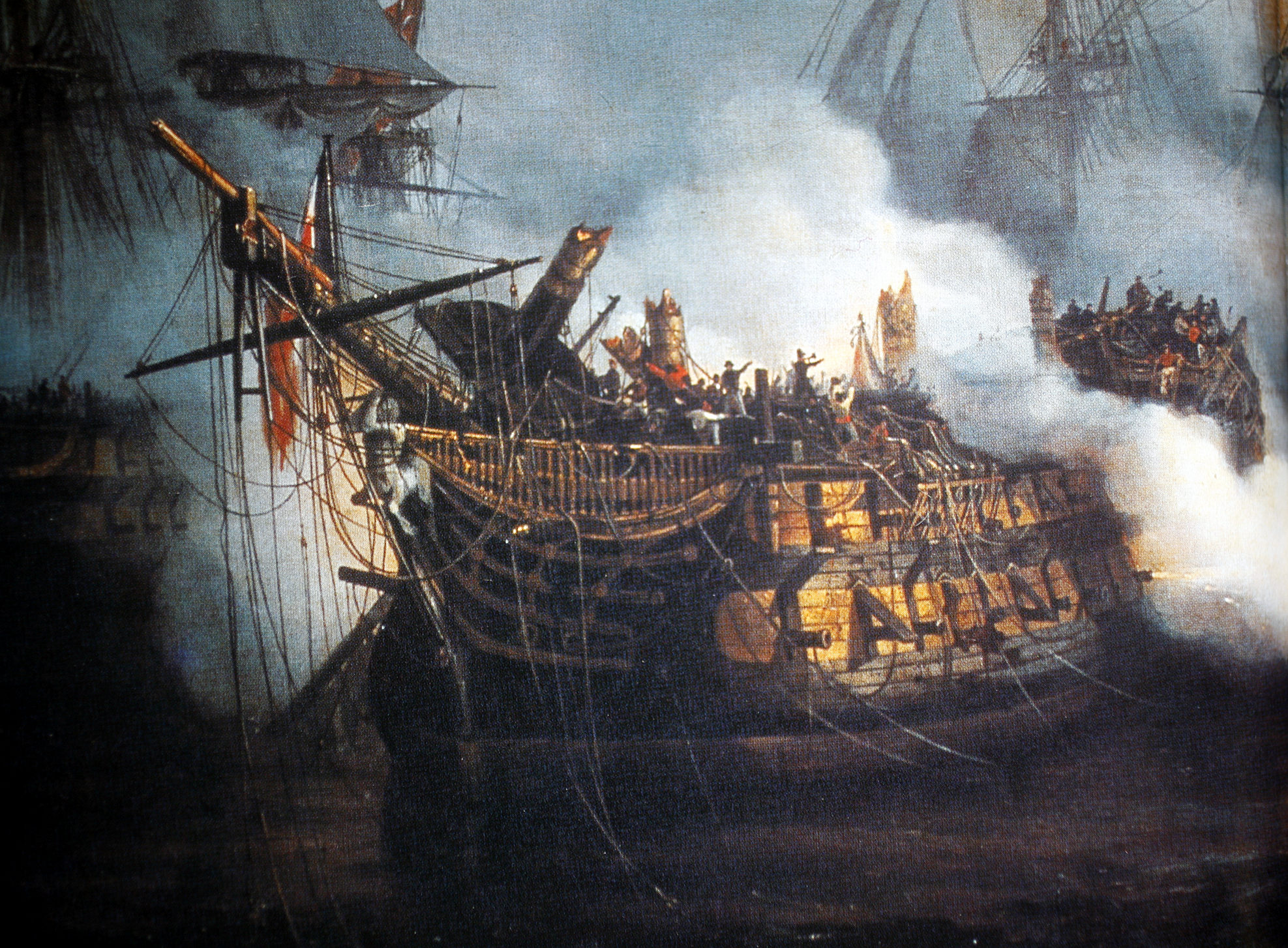
Chiến hạm Nhân Mã (Bucentaure) của Villeneuve

Lúc này, HMS Victory của Nelson đang trong tầm bắn của 5 tàu địch: Heros, Santissima Trinidad, Neptune và Redoutable. Trong suốt 40 phút, Victory phải hứng chịu nhiều phát đạn, một số thủy thủ chết và bị thương nặng. 15 phút sau khi Royal Sovereign nã đạn vào Santa Anna, lúc 12:45, Victory xuyên qua Bucentaure và Redoutable, nã đạn vào sau tàu của Villeneuve (Bucentaure), làm nhiều thủy thủ, sĩ quan trên tàu thiệt mạng và bị thương nặng. Bản thân Bucentaure - niềm tự hào của Pháp khi đó, giờ không khác nào đồng nát ve chai. Trong suốt trận đánh, nó chỉ đứng yên một chỗ như một con bù nhìn, hay nói đúng ra là nó vô dụng.
"Nelson làm cái quái gì ở đây nhỉ?" - Cuthbert Collingwood - trong trận Trafalgar.

#### Nelson áp sát Redoutable

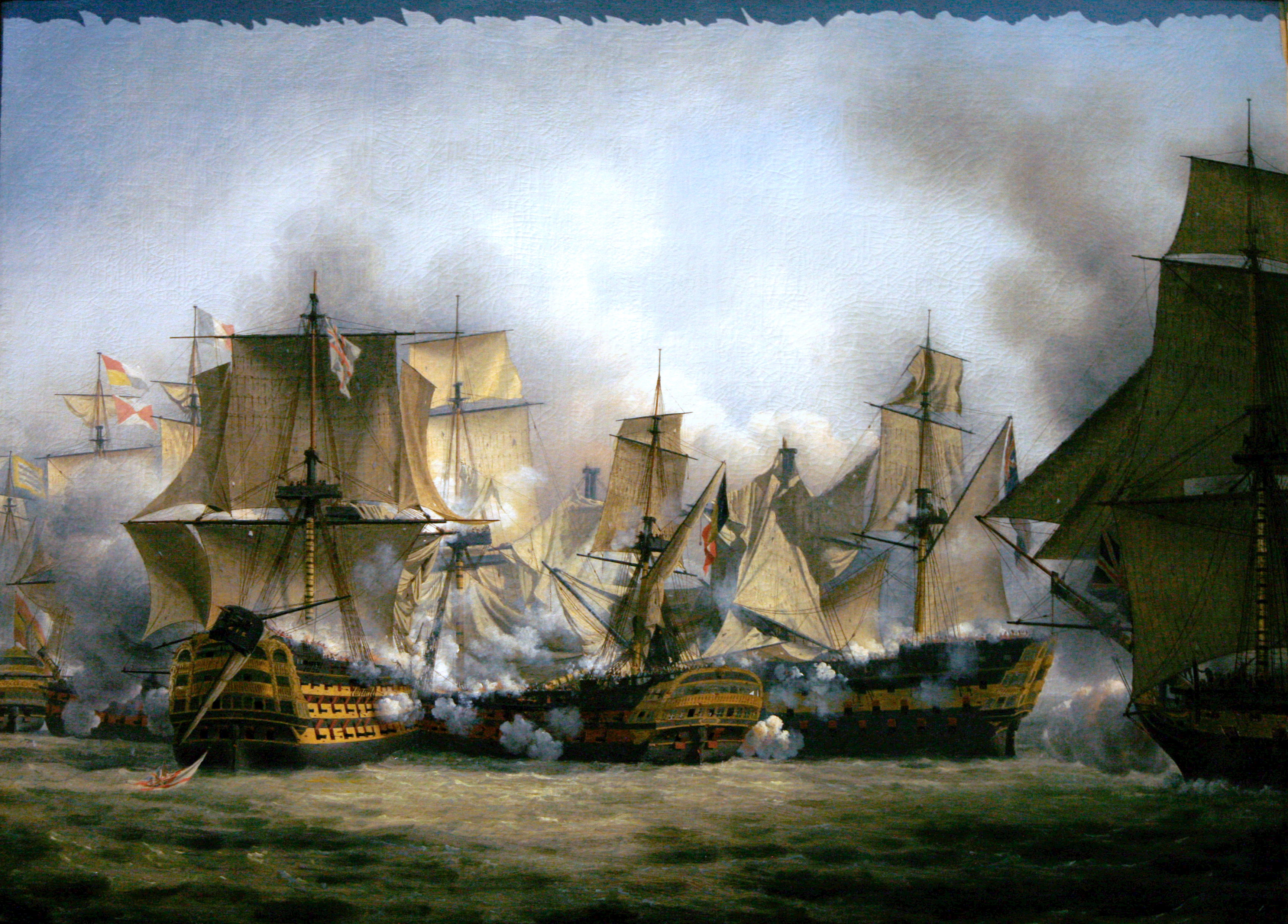
Redoutable (giữa) bị hai tàu Victory (trái) và Temeraire (phải) áp sát

Sau cú tấn công chí mạng vào Villeneuve, Victory của Nelson áp sát tàu Redoutable của Pháp. Redoutable do Thuyền trưởng Jean Jacques Etienne Lucas chỉ huy. Trên tàu có nhiều thủy thủ, sĩ quan dày dặn kinh nghiệm, con át chủ bài của Liên quân trong trận đánh. Nelson biết rõ điều đó và ông muốn diệt con tàu 74 pháo này bằng mọi giá.

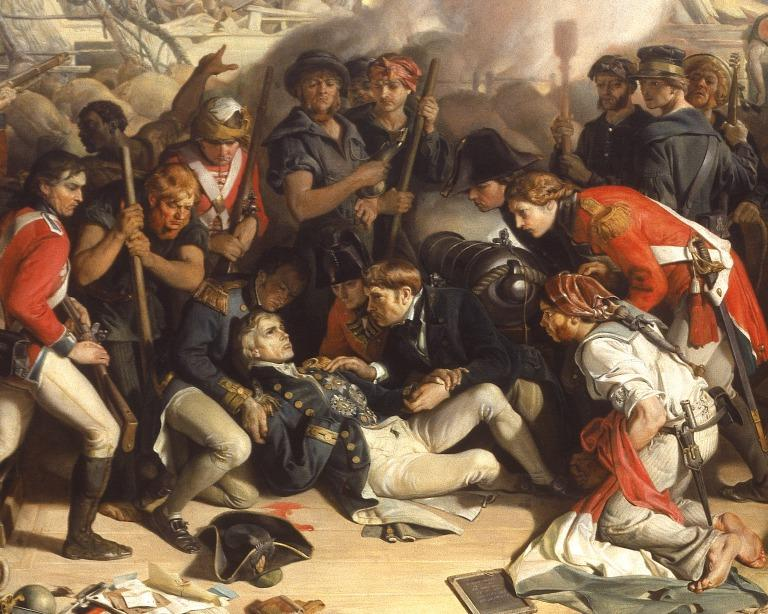
Giây phút Nelson bị bắn.

Lúc 13:05, Nelson đã áp sát Redoutable. Thuyền trưởng Lucas cho các xạ thủ tập trung hết trên cột buồm và mạn trái tàu, tìm và giết Nelson bằng mọi giá. Các sĩ quan đi theo Nelson thấy lo ngại nên bảo ông thay quân phục khác (vì ông đeo huân chương quá nhiều trên áo, địch sẽ biết ngay ông là Đô đốc). Nhưng Nelson không muốn và ông nói rằng nếu có chết thì phải chết trong bộ quân phục đẹp nhất, nên các sĩ quan của ông cũng phải bỏ qua. Thế nhưng, chính bộ đồ của ông lại gây ra tai họa cho chính ông. Lúc 13:15, một xạ thủ trên tàu Redoutable phát hiện một người đàn ông mặc quân phục có huân chương sáng lóa trên ngực. "Đó chính là Nelson!! Giết hắn đi!!" Không bỏ lỡ cơ hội, tên xạ thủ vô danh đó bắn một phát đạn xuyên vai vị Đô đốc. Nelson ngã gục tại chỗ. Các sĩ quan hốt hoảng không biết phải làm sao. Nelson vẫn bình tĩnh nói: "Tôi không thể để quân sĩ nhìn tôi bị thương thế này được. Nếu thế, họ sẽ mất tinh thần chiến đấu. Hãy che mặt tôi lại." Các sĩ quan và một số thủy thủ gần đó lấy khăn che mặt ông lại và khiêng ông vào kho quân lương trong tàu.
Cuộc giao tranh giữa Victory và Redoutable vẫn ác liệt cho đến khi Temeraire (98 pháo) áp sát mạn phải của Redoutable và bắn đại bác liên hồi vào nó, làm nó bị tổn thất nặng. Lucas và các thủy thủ vẫn cố gắng bám trụ cho đến khi chính hắn và 99 thủy thủ còn lại trong tổng số 643 thành viên thủy thủ đoàn đầu hàng lúc 13:55. Với thương vong lên đến 543 thủy thủ, nó là con tàu có số thương vong cao nhất trận đánh.

#### Diễn biến từ 14:30 đến cuối trận đánh

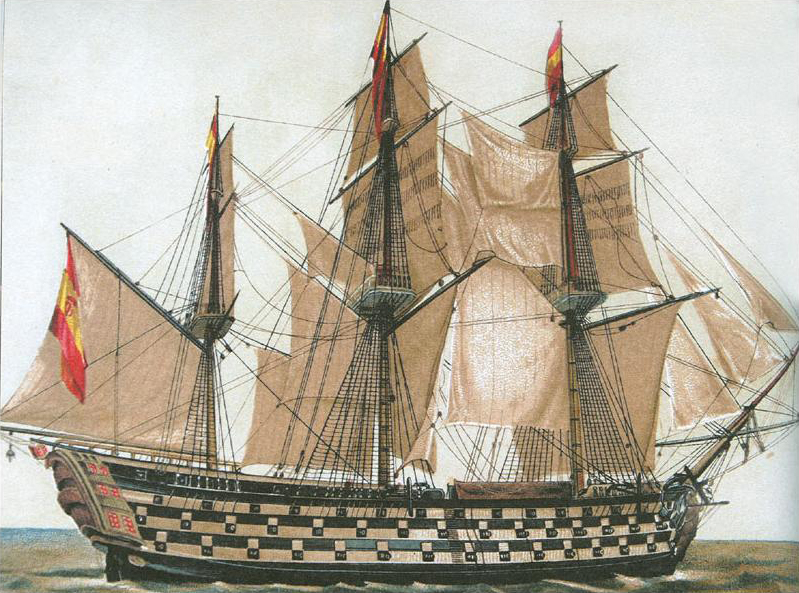
Santa Anã (112 pháo), một trong những tàu chiến Tây Ban Nha tham chiến trận Trafalgar

Kể từ 14:30, có nhiều tàu Anh tham chiến hơn, từng chiếc chiến hạm của Liên quân bị bắt giữ hoặc bị đánh chìm. Vào khoảng chập tối, có một trận bão lớn ập tới. Một số tàu Liên quân bị Anh chiếm giữ do không thể chống chọi với bão lớn nên binh sĩ Anh phải đánh chìm. Những tàu đó nếu may mắn thì cũng trôi dạt trên đảo hoang rồi chờ mục rữa.
Tính đến trong trận đánh và trong cơn bão sau trận đánh, quân Liên quân bị mất 21 tàu. Trong đó, 2 tàu bị đốt (Intrepide và San Augustin), 2 tàu bị phá dỡ (Santissima Trinidad và Argonauta), 1 tàu bị nổ tung (Achilles), 4 tàu bị phá hủy trong bão (L'Aigle, Berwick, Fougueux và Monarca), 1 tàu bị chìm trong lúc quân Anh dời đi (Redoutable) cùng với 11 tàu khác bị quân Anh chiếm làm chiến lợi phẩm. Số thương vong của Liên quân là 13.781 người, với Pháp là 2.218 chết, 1,155 bị thương và 4.000 bị bắt, còn TBN là 1.025 chết, 1.333 bị thương và 4.000 bị bắt. Trong số 8.000 tù nhân Liên quân mà Anh bắt giữ, 3.000 người đã chết đuối trong cơn bão.
Còn quân Anh, họ không mất chiến hạm nào, họ chỉ có số thương vong là 1.666 người, với 458 chết và 1.208 bị thương.

### Cái chết của Nelson

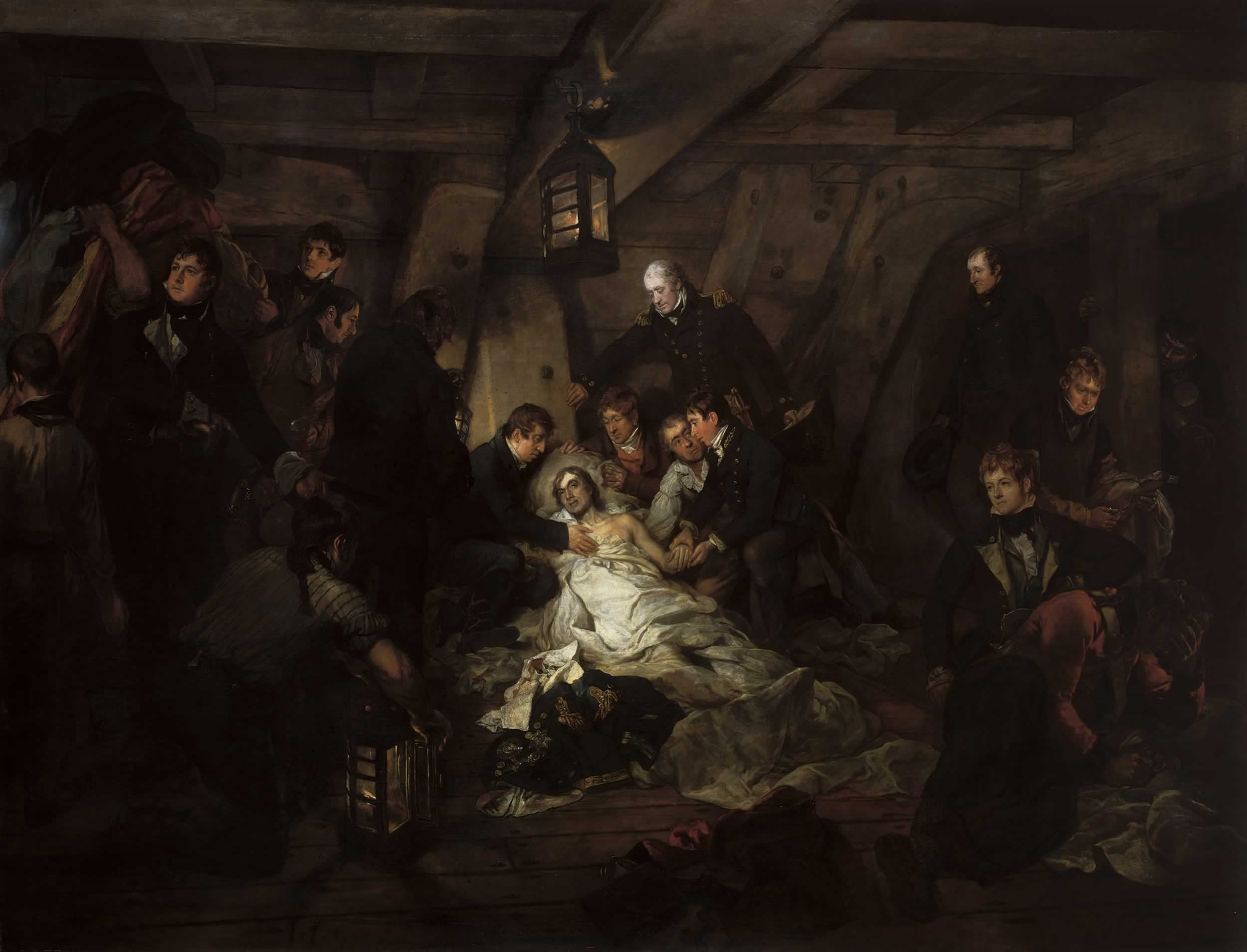
Cái chết của Nelson

Khi Nelson bị bắn vào lúc 13:15, các sĩ quan và thủy thủ khiêng vào kho quân lương trong tàu HMS Victory. Các bác sĩ trên tàu đã tận lực cứu chữa để kéo dài sự sống cho ông. Nelson luôn hỏi han về tình hình chiến sự bên ngoài mỗi giờ mỗi phút. Sau khi nghe tin Villeneuve và người của ông ta đã đầu hàng, quân Anh thắng trận, Nelson vừa vui vừa buồn vì mình sắp lìa xa cõi đời. Nelson nói với Hardy - người cận thần của ông: "Ông hãy hôn tôi đi, Hardy!", rồi Hardy khẽ hôn nhẹ lên má ông. Sau đó, Nelson hấp hối nói lời trăn trối:
"Ơn Chúa! Tôi đã hoàn thành...nghĩa vụ của mình....Giờ tôi có thể...yên nghỉ được rồi....."
Vào lúc 16 giờ 30, 3 tiếng 15 phút sau khi ông trúng đạn, Nelson - người anh hùng hải quân một thời của Anh, của nước Anh, của cả dân tộc Anh, đã từ giã cõi trần. Sự ra đi của ông đã để lại một khoảng trống không nhỏ cho cả nước Anh. Chính đại thắng Trafalgar của ông đã làm phá sản mưu đồ thôn tính Anh quốc của Napoleon, từ đó nước Anh được yên bình trong hàng thập kỉ tiếp theo. 10 năm sau, năm 1815, chiến thắng Waterloo của Liên minh Anh-Phổ đã chấm dứt sự bành trướng của Napoleon và Đệ nhất Đế chế Pháp. Nelson được coi như là anh hùng dân tộc của nước Anh
Ngày 9 tháng 1 năm 1806, lễ quốc tang của ông được tổ chức long trọng tại thủ đô Luân Đôn, Anh. Sau đó, thi hài ông được an táng tại Thánh đường Thánh Phao-lô và quan tài của ông vẫn còn tồn tại đến ngày nay.

## Hậu quả

Biểu đồ thống kê số thương vong của các tàu tham chiến trận Trafalgar (màu lục là của quân Nelson, màu xám là của quân Collingwood, màu lam của Pháp và màu đỏ của TBN.)

### Anh

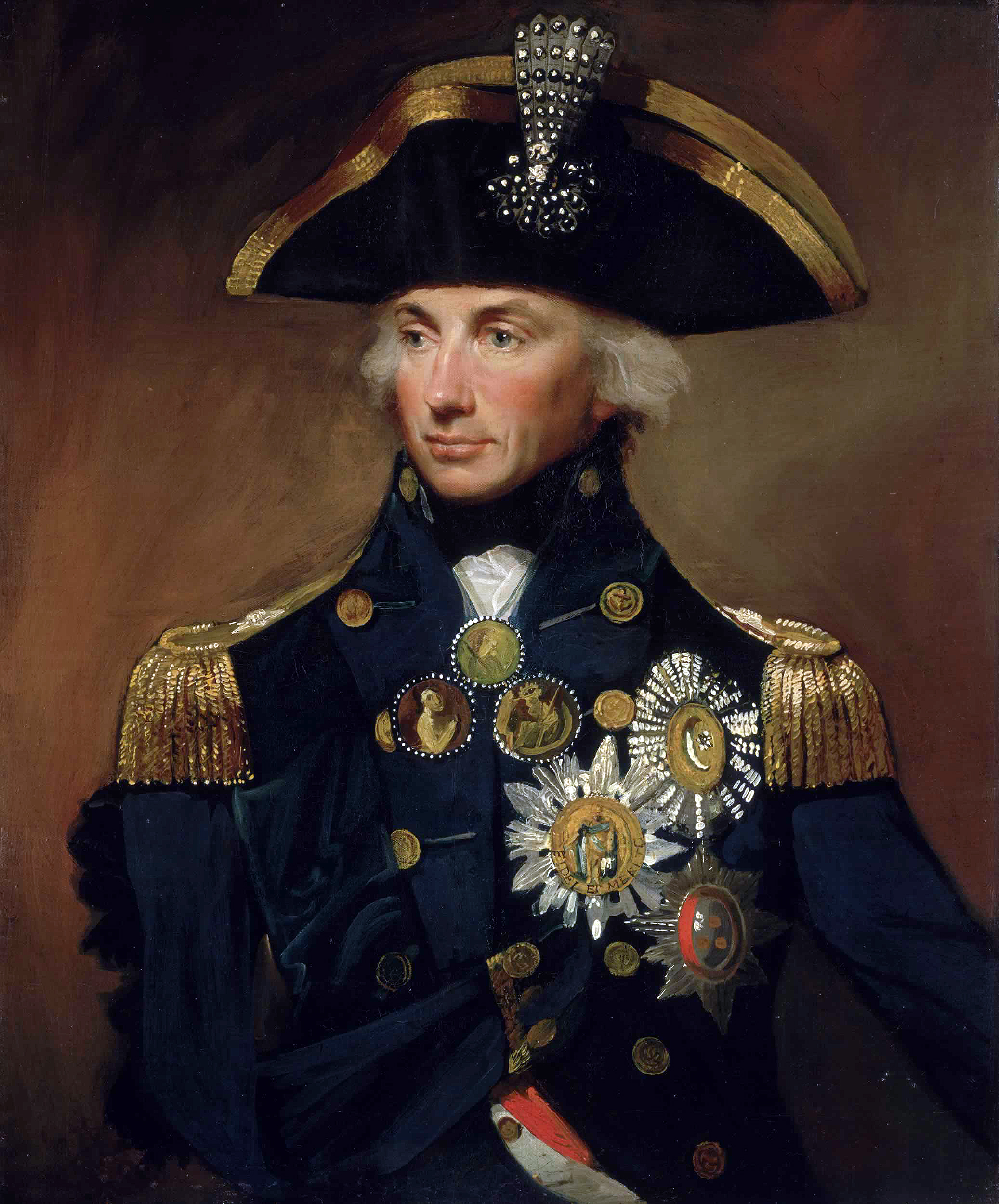
Horatio Nelson (1758 - 1805) Đô đốc Hải quân Anh

Sau chiến thắng lẫy lừng ở Trafalgar, nước Anh vẫn giữ được thế độc tôn trên vùng biển châu Âu. Ngoài ra, chiến thắng này còn giúp cho Anh thoát khỏi nguy cơ xâm lược từ Pháp và đồng minh, làm phá sản mưu đồ xâm lược Anh quốc của Napoleon, giúp cho Anh có thêm "100 năm hòa bình." Tuy nhiên, việc mất đi Đô đốc Nelson - thiên tài đánh thủy chiến của Anh quốc lại là một mất mát quá lớn. Đối với cả nước Anh, không ai có thể thay thế ông được.

### Pháp

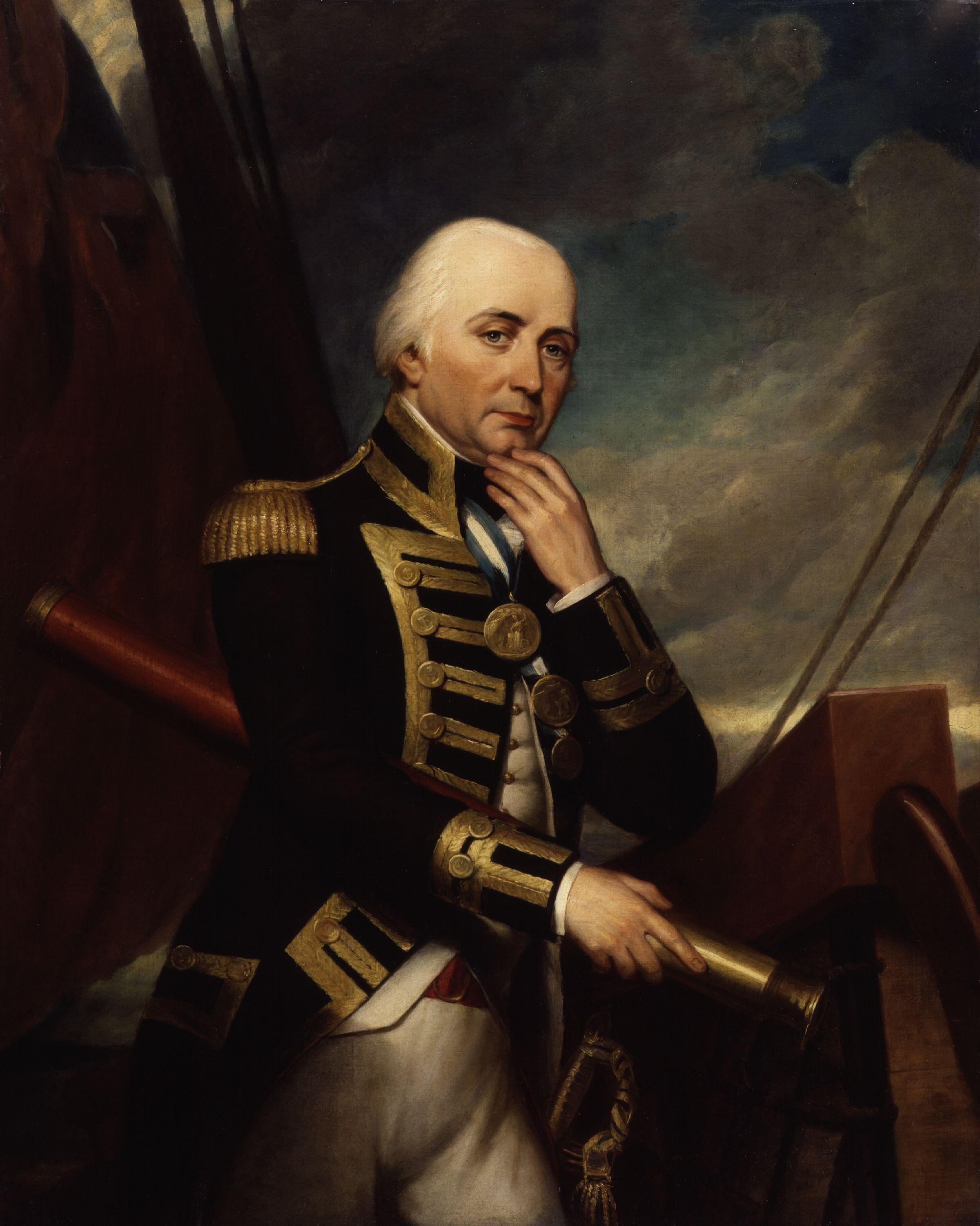
Cuthbert Collingwood (1748 - 1810) Phó Đô đốc Hải quân Anh

Thất bại ê chề tại Trafalgar làm cho Pháp gặp rất nhiều khó khăn. Ngân khố Pháp vốn đã kiệt quệ này lại kiệt quệ hơn. Ngoài ra, Pháp còn mất một đồng minh quan trọng - Tây Ban Nha. Từ sau thất bại Trafalgar, TBN đã chán liên minh với Pháp, thế là họ rời bỏ liên minh với Napoleon. Ngoài ra, thất bại này còn làm sụp đổ hoàn toàn mưu đồ xâm lăng Anh quốc của Đệ nhất Đế chế Pháp. Mặc dù Napoleon đã thắng trận Austerlitz sau đó vào ngày 2 tháng 12 năm 1805, nhưng vẫn không đủ để thay đổi tình thế thê thảm của Pháp tại Anh. Và trận thua Liên quân Anh - Phổ tại Waterloo (1815) đã chấm dứt 12 năm tồn tại của Đệ nhất Đế chế Pháp.
Về phần Villeneuve, sau thất bại, hắn đã bị Napoleon cho thôi chức và phải sống lưu vong tại một nhà trọ ở ngoại ô thủ đô Paris, Pháp suốt những tháng cuối đời. Ngày 22 tháng 4 năm 1806, sau khi viết lá thư gửi cho con gái hắn, hắn đã rút dao tự sát tại quán trọ nơi hắn sống. Khi đó, hắn mới 42 tuổi.

### TâyBan Nha

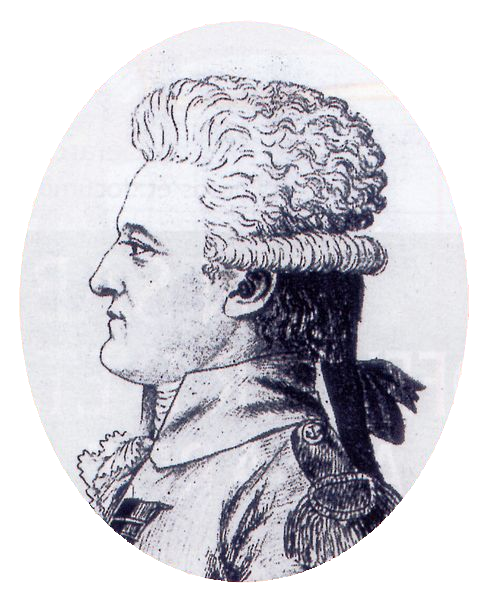
Phó Đô đốc Pháp Villeneuve (1763 - 1806)

Thất bại Trafalgar của TBN đã khiến họ chán liên minh với Pháp, thế là họ bỏ liên minh. Năm 1808, TBN chấp nhận cho Pháp vượt biên giới để xâm lược Bồ Đào Nha, thế nhưng Pháp đã thất bại. Để đáp trả, Napoleon cho quân xâm lược TBN. Vậy mà hắn đã mắc sai lầm, 250.000 quân Pháp đã bỏ xác tại xứ sở Bò tót, khiến quan hệ hai nước suy sụp trầm trọng hơn. Với lại, TBN không thể xây dựng lại một hạm đội mạnh như trước trận Trafalgar, khiến cho hải quân nước này nửa đầu thế kỉ 19 rất suy yếu.
Về phần Gravina, do những vết thương sau trận đánh quá nặng, nên vào ngày 9 tháng 3 năm 1806, hắn ta đã qua đời khi 49 tuổi.

## Nhận định
Có thể nói, không có trận hải chiến nào trong thời cận đại nào lớn như trận Trafalgar. Nó là một sự kiện quan trọng của thế giới và nó sẽ được lưu truyền và nhắc mãi cho thế hệ về sau. Có thể nói, nếu không có Trafalgar, thì có thể bây giờ, ta sẽ không biết "nước Anh, Anh quốc, hay Nữ hoàng Elizabeth II" là cái chi chi. Nếu không có ngày 21 tháng 10 năm 1805 định mệnh đó, thì lúc đó chắc Nelson vẫn còn có thể tung hoành thêm vài năm, sáu trận nữa, và nếu không có trận đánh đó thì giấc mơ về một Đế chế Pháp thống trị Châu Âu của Napoleon đã trở thành hiện thực.
Trước khi trận Tsushima (1905) và trận Jutland (1916) đã soán ngôi quán quân của nó, thì trận Trafalgar vẫn là trận thủy chiến lớn nhất thời cận đại. Nói đúng ra là, chính trận đánh đó đã thay đổi chiến sự Châu Âu đảo xuôi đảo ngược chỉ trong một nốt nhạc. Vâng, lịch sử thế giới đã thay đổi từ đó.

Họa phẩm về trận Trafalgar

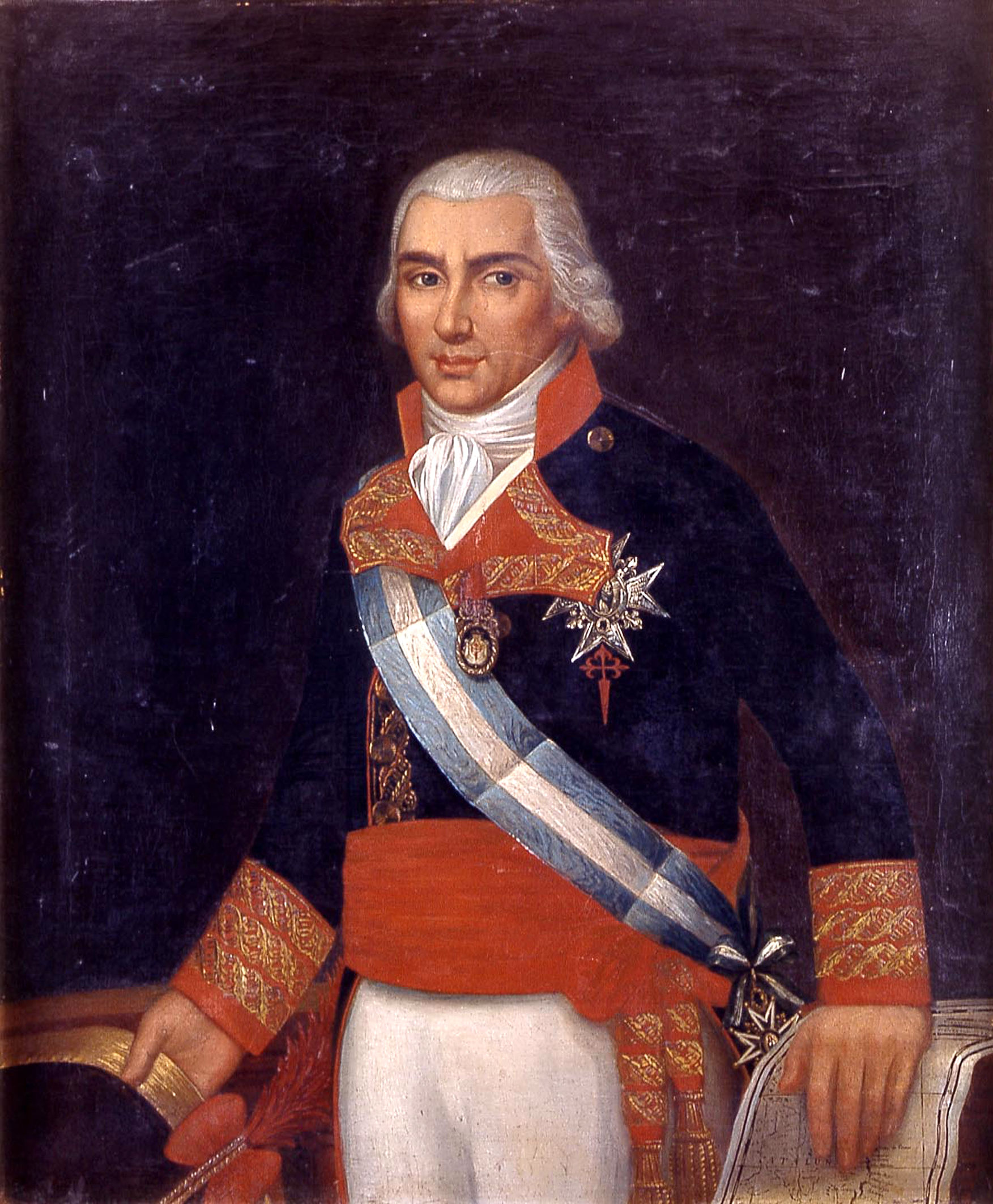
Đô đốc Tây Ban Nha Federico Gravina (1756 - 1806)